# Mont Timpanogos
Le mont Timpanogos, Mount Timpanogos en anglais, est une montagne de la chaîne Wasatch, dans l'État d'Utah, aux États-Unis. C'est le deuxième plus haut sommet de cette chaîne, avec une altitude de 3 581 mètres.